# José Leonardo Ortiz (distrito)
José Leonardo Ortiz é um distrito do Peru, departamento de Lambayeque, localizada na província de Chiclayo.

## Transporte
O distrito de José Leonardo Ortiz é servido pela seguinte rodovia:
- LA-112, que liga a cidade de Chiclayo ao distrito de Picsi
- LA-111, que liga a cidade de Chiclayo ao distrito de Pitipo[1][2][3]